# WASP-26 b
WASP-26 b – planeta pozasłoneczna typu gorący jowisz, orbitująca wokół gwiazdy WASP-26, znajdująca się w kierunku konstelacji Wieloryba w odległości około 815 lat świetlnych od Ziemi. Została odkryta w 2010 roku w ramach programu SuperWASP.
Planeta ta ma masę zbliżoną do masy Jowisza oraz promień większy o 28% od promienia Jowisza. Obiega swoją gwiazdę z okresem wynoszącym około 2,76 dnia.
| Jowisz | WASP-26 b |
| ------ | --------- |
|        |           |